# Теодору-Сампаю (Баия)
Теодору-Сампаю (порт. Teodoro Sampaio)  —  муниципалитет в Бразилии, входит в штат Баия. Составная часть мезорегиона Северо-центральная часть штата Баия. Входит в экономико-статистический микрорегион Фейра-ди-Сантана. Население составляет 8361 человек на 2006 год. Занимает площадь 277,766 км². Плотность населения — 30,1 чел./км².

## Статистика
- Валовой внутренний продукт на 2003 год составляет 18 582 034,00 реалов (данные: Бразильский институт географии и статистики).
- Валовой внутренний продукт на душу населения на 2003 год составляет 2160,45 реалов (данные: Бразильский институт географии и статистики).
- Индекс развития человеческого потенциала на 2000 год составляет 0,661 (данные: Программа развития ООН).